# Faerie Tale Theatre
Le Faerie Tale Theatre (littéralement « théâtre du conte de fée »), aussi appelé Faerie Tale Theatre de Shelley Duvall est une émission de télévision américaine des années 1980 à destination des enfants faisant une anthologie des contes de fée traditionnels. Shelley Duvall est la narratrice, la productrice et occasionnellement la star de certains épisodes de ce programme. Les épisodes relataient des contes tels que Le Chat botté et mettaient en scène de véritables acteurs costumés. La plupart des épisodes ont été dirigés par Peter Medak.

## Épisodes
Première saison
1. Le Prince-grenouille (The Tale of the Frog Prince)
2. Nain Tracassin (Rumpelstiltskin)

Deuxième saison
1. Raiponce (Rapunzel)
2. Le Rossignol (The Nightingale)
3. La Belle au bois dormant (Sleeping Beauty)
4. Jack et le Haricot magique (Jack and the Beanstalk)
5. Le Petit Chaperon rouge (Little Red Riding Hood)
6. Hansel et Gretel (Hansel and Gretel)

Troisième saison
1. Boucle d'or et les Trois Ours (Goldilocks and the Three Bears)
2. La Princesse au petit pois (The Princess and the Pea)
3. Pinocchio (Pinocchio)
4. Poucette (Thumbelina)
5. Blanche-Neige et les Sept Nains (Snow White and the Seven Dwarfs)
6. La Belle et la Bête (Beauty and the Beast)[3]
7. Conte de celui qui s'en alla pour connaître la peur (The Boy Who Left Home to Find Out About the Shivers

Quatrième saison
1. Les Trois Petits Cochons (The Three Little Pigs)
2. La Reine des neiges (The Snow Queen)
3. Le Joueur de flûte de Hamelin (Pied Piper of Hamelin)
4. Faerie Tale Theatre : les plus grands moments (Faerie Tale Theatre: Greatest Moments)
5. Cendrillon (Cinderella)
6. Le Chat botté (Puss in Boots)
7. Les Habits neufs de l'empereur (The Emperor's New Clothes)

Cinquième saison
1. Aladin et la Lampe merveilleuse (Aladdin and His Wonderful Lamp)
2. La Princesse qui ne riait jamais (The Princess Who Had Never Laughed)

Sixième saison
1. Rip Van Winkle (Rip Van Winkle)
2. La Petite Sirène (The Little Mermaid)
3. Les Douze Princesses (The Dancing Princesses)